# Wittlicher Handball-Cup
Der Wittlicher Handball-Cup ist ein international besetztes Handballturnier der Frauen in Wittlich, das seit 1999 im Jahresrhythmus ausgetragen wird und bis 2013 den Namen Stelioplast-Cup trug.

## Geschichte
Die Idee zum Wettbewerb entstand bei der HSG Wittlich im Jahr 1998. Nachdem mit dem Kunststoffverarbeiter Stelioplast aus Binsfeld ein Hauptsponsor und über die Kontakte zum damaligen Zweitligisten DJK/MJC Trier höherklassige Teilnehmer gefunden waren, fand im August 1999 die erste Austragung des Turniers in der Sporthalle der Berufsbildenden Schule Wittlich statt. Der „Stelioplast-Cup“ entwickelte sich zum bestbesetzten Frauenhandballturnier in Deutschland, nach 14 Jahren zog sich der Hauptsponsor im Jahr 2013 vom Wettbewerb zurück. Dank weiterer Sponsoren konnte das Turnier allerdings unter dem Namen „Wittlicher Handball-Cup“ weitergeführt werden. Zweimal fand der Cup wegen der ausgedehnten Vorbereitung der Mannschaften auf das olympische Handballturnier 2008 sowie aufgrund der COVID-19-Pandemie 2020 nicht statt.

### Liste der Teilnehmer
| Jahr | Sieger                  | 2. Platz                | 3. Platz            | 4. Platz                | 5. Platz                      | 6. Platz                      |
| ---- | ----------------------- | ----------------------- | ------------------- | ----------------------- | ----------------------------- | ----------------------------- |
| 1999 | Borussia Dortmund       | Bayer 04 Leverkusen     | VfB Leipzig         | DJK/MJC Trier           | TuS Weibern                   | HSG Wittlich                  |
| 2000 | HC Leipzig              | Borussia Dortmund       | Bayer 04 Leverkusen | DJK/MJC Trier           | HV Geleen                     | HSG Wittlich                  |
| 2001 | HC Leipzig              | Bayer 04 Leverkusen     | DJK/MJC Trier       | Slavia Prag             | HSG Blomberg-Lippe            | HSG Wittlich                  |
| 2002 | HC Leipzig              | Bayer 04 Leverkusen     | DJK/MJC Trier       | Handball Metz Métropole | 1. FC Nürnberg                | HSG Wittlich                  |
| 2003 | 1. FC Nürnberg          | HC Leipzig              | DJK/MJC Trier       | Bayer 04 Leverkusen     | Handball Metz Métropole       | HSG Wittlich                  |
| 2004 | 1. FC Nürnberg          | ŽRK Podravka Koprivnica | Borussia Dortmund   | HC Leipzig              | Bayer 04 Leverkusen           | DJK/MJC Trier                 |
| 2005 | Viborg HK               | 1. FC Nürnberg          | HC Leipzig          | DJK/MJC Trier           | Bayer 04 Leverkusen           | Hypo Niederösterreich         |
| 2006 | Viborg HK               | DJK/MJC Trier           | HC Leipzig          | Bayer 04 Leverkusen     | 1. FC Nürnberg                | Hypo Niederösterreich         |
| 2007 | HC Leipzig              | Viborg HK               | Larvik HK           | Bayer 04 Leverkusen     | Randers HK                    | DJK/MJC Trier                 |
| 2008 | ausgefallen             | ausgefallen             | ausgefallen         | ausgefallen             | ausgefallen                   | ausgefallen                   |
| 2009 | HC Leipzig              | Larvik HK               | Metz Handball       | DJK/MJC Trier           | Bayer 04 Leverkusen           | HSG Blomberg-Lippe            |
| 2010 | Larvik HK               | SD Itxako               | HC Leipzig          | HSG Blomberg-Lippe      | Bayer 04 Leverkusen           | DJK/MJC Trier                 |
| 2011 | FC Midtjylland Håndbold | HC Leipzig              | Larvik HK           | Bayer 04 Leverkusen     | Vereinigtes Königreich        | DJK/MJC Trier                 |
| 2012 | Ungarn                  | HC Leipzig              | Bayer 04 Leverkusen | Buxtehuder SV           | Skive fH                      | DJK/MJC Trier                 |
| 2013 | HC Leipzig              | Bayer 04 Leverkusen     | København Håndbold  | Buxtehuder SV           | Skive fH                      | Vulkan-Ladies Koblenz/Weibern |
|      |                         |                         |                     |                         |                               |                               |
| 2014 | HC Leipzig              | Bayer 04 Leverkusen     | Skive fH            | Buxtehuder SV           | Vulkan-Ladies Koblenz/Weibern | DJK/MJC Trier                 |
| 2015 | Metz Handball           | Buxtehuder SV           | Randers HK          | Borussia Dortmund       | Bayer 04 Leverkusen           | HC Leipzig                    |
| 2016 | SG BBM Bietigheim       | HC Leipzig              | Borussia Dortmund   | Buxtehuder SV           | Randers HK                    | Bayer 04 Leverkusen           |
| 2017 | SG BBM Bietigheim       | Buxtehuder SV           | Metz Handball       | TuS Metzingen           | Bayer 04 Leverkusen           | Pogoń Stettin                 |
| 2018 | Metz Handball           | SG BBM Bietigheim       | Bayer 04 Leverkusen | Buxtehuder SV           | TuS Metzingen                 | Spono Eagles                  |
| 2019 | Metz Handball           | SG BBM Bietigheim       | Bayer 04 Leverkusen | CSM Bukarest            | TuS Metzingen                 | Buxtehuder SV                 |
| 2020 | ausgefallen             | ausgefallen             | ausgefallen         | ausgefallen             | ausgefallen                   | ausgefallen                   |